# Школа рабочей молодёжи
Шко́ла рабо́чей молодёжи, ШРМ (в городах), шко́ла крестья́нской молодёжи, ШКМ (в сёлах) — общеобразовательное учебное заведение в СССР для обучения без отрыва от производства молодых рабочих или крестьян, не получивших в детстве достаточного начального школьного образования. ШРМ позволяли обучающемуся выйти на образовательный уровень средней школы (по образовательной системе СССР). Данные учебные заведения действовали с 1920-х гг., представляли собой школы для старших подростков и юношества, молодых рабочих, работающих в городах на предприятиях (ШРМ) и для крестьянской бедноты из числа юношества — в сёлах (ШКМ).

## История
Впервые об организации образования для рабочей молодёжи задумались ещё в середине двадцатых годов. 7 апреля 1925 года вышел Декрет Совета народных комиссаров РСФСР «Положение о школах рабочих подростков». К 1930 году во всех краевых и областных центрах были созданы по несколько ШРМ, а также во многих сёлах открывались ШКМ. В рамках всеобуча и повышения уровня грамотности населения за счёт обучения в начальных школах детей и подростков, к 1935 году данная система обучения стала угасать.
Сеть данных школ получила особо широкое распространение вновь в 1940-е, в годы Великой Отечественной войны, в соответствии с постановлениями Совета народных комиссаров СССР «Об обучении подростков, работающих на предприятиях» (15 июня 1943 г.), и «Об организации вечерних школ сельской молодёжи» (июнь 1944 г.), согласно которому с 1 октября 1943 года в городах и рабочих посёлках организовывалась сеть общеобразовательных школ для обучения подростков, работающих на предприятиях и в учреждениях и желающих без отрыва от работы продолжать своё образование. Школа работала в составе 5—7-х и 5—10-х классов. Необходимость открытия ШРМ обуславливалась общим запросом индустриальных предприятий страны на грамотную рабочую силу и в связи со сложившейся (в связи с эпохой ГУЛАГа) ситуацией, когда с середины 1930-х подростки массово отказывались от учёбы в школах в связи с необходимостью идти работать и добывать продовольствие для своей семьи.
В сельской местности в СССР существовали аналогичные школы сельской молодёжи, созданные, по официальной пропаганде, для обучения селян (как рабочих совхозов, так и колхозников) без отрыва от сельскохозяйственного производства. Их прообразом явились вечерние классы школы крестьянской (с 1930 года «колхозной») молодёжи, впервые открытые в 1928 году, производственное обучение в которых должно было быть подчинено задачам социалистических преобразований в деревне и проводилось в учебных хозяйствах, совхозах, кооперативах и колхозах. Школа колхозной молодёжи содействовала созданию колхозного актива в деревне, поднятию культурного и агрономического уровня крестьянства, овладению в колхозах новой сельскохозяйственной техникой. Однако к 1934 году школы колхозной молодёжи были преобразованы в обычные сельские неполные средние школы (семилетки).
Следующим этапом развития вечернего образования на селе, в 1944 году, становятся школы сельской молодёжи. В отличие от школ рабочей молодёжи, эти школы давали учащимся подготовку в объёме начальной и 7-летней школ. Школы сельской молодёжи открывались в крупных селениях, колхозах, совхозах и МТС в составе 1—4-х и 1—7-х классов. С 1956 стали действовать также средние школы сельской молодёжи в составе 5—10-х и 8—10-х классов.
В народе школы рабочей молодёжи в шутку прозвали «шаромыгами» (производное слово от аббревиатуры ШРМ). В настоящее время профессиональные училища на молодёжном сленге также иногда называются шарагами, что, вероятно, является производным от шаромыга.
В 1958 году многие (но не все) школы рабочей и сельской молодёжи были переименованы в «вечерние (сменные) средние общеобразовательные школы». Так или иначе данная система позволяла молодым взрослым людям всё-таки получить среднее образование для успешной работы на предприятиях индустриальной эпохи или для того, чтобы пройти образовательный ценз для продолжения обучения в техникумах и вузах.

## Известные люди, связанные со школами рабочей молодёжи
С 30 сентября 1949 года по май 1951 года в школе рабочей молодёжи учился лётчик-космонавт, Герой Советского Союза Юрий Алексеевич Гагарин.
В 1923 году в школе сельской молодёжи проходил обучение Герой Советского Союза Василий Филиппович Маргелов — легендарный советский военачальник, командующий в 1954—1959 и 1961—1979 годах воздушно-десантными войсками.
До 1942 года училась в школе рабочей молодёжи Людмила Георгиевна Зыкина — советская и российская певица, Народная артистка СССР.
В 1931 году окончил школу крестьянской молодежи Герой Советского Союза Дмитрий Фёдорович Лавриненко — самый результативный танкист в Красной Армии за всю Великую Отечественную войну.
В школе рабочей молодёжи в 1945—1949 годах преподавал церковный писатель Анатолий Эммануилович Левитин-Краснов.
В 1947 году школу рабочей молодежи в Москве закончил и некоторое время работал там лаборантом профессор Владилен Федорович Минин, основатель и генеральный директор Института прикладной физики (Новосибирск).
Давид Иосифович Фельдштейн — российский педагог и психолог, специалист в области возрастной и педагогической психологии, психологии развития, психологии личности в 1952—1953 годах работал директором школы рабочей молодежи в Душанбе.
Также школу рабочей молодёжи окончили поэт Валентин Васильевич Сорокин, писатель Владимир Николаевич Войнович и филолог и литературовед Владимир Михайлович Кириллин.

## В культуре
В фильме Марлена Хуциева «Весна на Заречной улице» описывается любовь между учительницей школы рабочей молодёжи Татьяной Сергеевной Левченко и её учеником, сталеваром Сашей Савченко.
Советский четырёхсерийный художественный телевизионный фильм «Большая перемена» (режиссёр Алексей Коренев), снятый в 1972—1973 годах на киностудии «Мосфильм», картина рассказывает о вечерней школе советского времени. Фильм снят в рамках борьбы ЦК КПСС с безграмотностью советской рабочей молодёжи в 1970-х годах. Главную роль в фильме «Большая перемена» сыграл известный советский актёр Михаил Кононов.

## Школы рабочей молодёжи вне СССР

### Мондрагон
Арисменди хотел продолжать своё обучение в Бельгии, но был назначен в приход в 50 километрах от
его родного города. Он прибыл в Мондрагон в феврале 1941 года 26-летним, только что
рукоположённым в священники, и увидел город, страдающий от последствий гражданской войны,
с высоким уровнем безработицы. Местный священник был убит силами Франко.
Арисменди не произвёл впечатления на свою новую паству. Их одноглазый священник читал плохо.
Один прихожанин описал его так: «Он говорил монотонным голосом со сложными повторяющимися
и трудными для понимания фразами. Он почти никогда не читал с изяществом». Сначала они просили
епископа заменить его. Тем не менее, он был полон решимости найти способ помочь своей пастве
и понял, что экономическое развитие — создание рабочих мест — является ключом к решению других
проблем города. Кооперативы являлись лучшим способом достижения этой цели. Кооперативы, как
потребительские так и производственные, а также организации взаимопомощи имели давнюю традицию
в Стране Басков, но угасли после войны.
Арисменди однажды сказал: «Те, кто предпочитают делать историю, и самим менять ход событий имеют
преимущество над теми, кто решает пассивно ждать результатов перемен».
В 1943 году Арисменди основал политехническую школу
(в настоящее время — это Мондрагонский университет), демократически управляемый образовательный центр, открытый для всех молодых людей в регионе. Он создал школу, которая быстро расширялась на деньги, собранные у местных жителей на
улицах. Он сам много учил студентов. Школа играла ключевую роль в становлении и
развитии кооперативного движения, обучении и расширении возможностей горожан. В 1956 году
Арисменди и несколько выпускников школы создали первое кооперативное предприятие Улгор,
которое вскоре расширилось и диверсифицировалось, превратившись со временем в Фагор и
Мондрагонскую кооперативную корпорацию. Затем в 1959 году они
создали Каха Лаборал (Народный Сберегательный Банк), кредитный союз, который сделал финансовые
услуги доступными членам кооперативов а также предоставил начальное финансирование для новых
кооперативных предприятий.
Мондрагонская кооперативная корпорация является теперь седьмой по величине корпорацией в Испании.

### Тайвань
Когда Чан Кайши в 1949 году перебрался из Китая на Тайвань, он решил, что бороться с коммунизмом можно только методами коммунизма. Среди прочего была перенята, интенсивно внедрена и далее развита идея школ рабочей молодежи. В 1949 году Тайвань был безграмотной нищей страной с доходами в год на душу населения в 50 долларов. Сейчас на Тайване один из самых высоких уровней образования в мире, доходов тоже.

### Сингапур
Ли Куан Ю вскоре после начала своих преобразований столкнулся с неравномерностью развития на крохотном Сингапуре. Малайзийская молодёжь из года в год всё меньше поступала в технические и другие трудные для обучения вузы, предпочитая гуманитарные. Это вело к более низким доходам в сравнении с китайской общиной Сингапура. Назревал очередной этнический конфликт. С целью его предотвращения состоялись тайные, нелицеприятные встречи Ли Куан Ю с малайзийской общиной Сингапура. В результате из бюджета малайзийской общине были выделены дополнительные средства на систему образования, вспомогательную общей системе среднего образования. Через несколько лет расслоение уменьшилось.